# Биконіс бразильський
Биконіс бразильський (Rhinoptera brasiliensis) — вид скатів роду Биконіс родини Биконосові (Rhinopteridae).

## Поширення
Це ендемічний вид, що зустрічається в обмеженій області на південному заході Атлантичного океану: на континентальному шельфі Бразилії між Ріо-де-Жанейро і Ріу-Гранді-ду-Сул (вздовж берегової лінії завдовжки близько 1800 км).

## Опис
Самці з шириною диска, як правило, від 78 до 91 см з коричневою спиною і білим або світло-жовтим черевом. Самиці більші, від 77 до 102 см завширшки з аналогічним забарвленням.